# Hino da República Socialista Soviética Turcomena
O Hino Nacional da República Socialista Soviética do Turquemenistão era o hino nacional do Turquemenistão quando este era uma república da União Soviética, usado de 1946 até 1997. A música foi composta por Veli Mukhatov, e a letra foi escrita por Aman Kekilov e um grupo de autores.
Em 12 de abril de 1978, a letra original foi mudada para retirar as menções de Josef Stalin. Esta é a versão apresentada aqui. Depois de declarada a independência, este hino foi mantido até a adoção de um novo hino em 1997.